# ساری جالو (تکاب)
ساری جالو یک منطقهٔ مسکونی در ایران است که در دهستان افشار واقع شده‌است. براساس سرشماری مرکز آمار ایران در سال ۱۳۹۵، ساری جالو ۱۴۱ نفر جمعیت دارد.